# Autrêches
Autrêches és un municipi francès, situat al departament de l'Oise i a la regió dels Alts de França. L'any 2007 tenia 737 habitants.

## Demografia

### Població
El 2007 la població de fet d'Autrêches era de 737 persones. Hi havia 257 famílies de les quals 51 eren unipersonals (8 homes vivint sols i 43 dones vivint soles), 75 parelles sense fills, 119 parelles amb fills i 12 famílies monoparentals amb fills.
La població ha evolucionat segons el següent gràfic:
Habitants censats

### Habitatges
El 2007 hi havia 299 habitatges, 264 eren l'habitatge principal de la família, 23 eren segones residències i 12 estaven desocupats. 298 eren cases i 1 era un apartament. Dels 264 habitatges principals, 221 estaven ocupats pels seus propietaris, 39 estaven llogats i ocupats pels llogaters i 4 estaven cedits a títol gratuït; 5 tenien dues cambres, 31 en tenien tres, 73 en tenien quatre i 155 en tenien cinc o més. 198 habitatges disposaven pel capbaix d'una plaça de pàrquing. A 104 habitatges hi havia un automòbil i a 139 n'hi havia dos o més.

### Piràmide de població
La piràmide de població per edats i sexe el 2009 era:
| Homes | Edats   | Dones |
| ----- | ------- | ----- |
| 0     | 95 o +  | 4     |
| 4     | 90 a 94 | 0     |
| 0     | 85 a 89 | 0     |
| 4     | 80 a 84 | 0     |
| 16    | 75 a 79 | 16    |
| 8     | 70 a 74 | 20    |
| 12    | 65 a 69 | 12    |
| 12    | 60 a 64 | 8     |
| 8     | 55 a 59 | 4     |
| 24    | 50 a 54 | 36    |
| 44    | 45 a 49 | 24    |
| 16    | 40 a 44 | 24    |
| 20    | 35 a 39 | 24    |
| 32    | 30 a 34 | 16    |
| 24    | 25 a 29 | 24    |
| 24    | 20 a 24 | 28    |
| 28    | 15 a 19 | 12    |
| 32    | 10 a 14 | 32    |
| 20    | 5 a 9   | 24    |
| 4     | 0 a 4   | 28    |

## Economia
El 2007 la població en edat de treballar era de 476 persones, 348 eren actives i 128 eren inactives. De les 348 persones actives 312 estaven ocupades (176 homes i 136 dones) i 37 estaven aturades (11 homes i 26 dones). De les 128 persones inactives 37 estaven jubilades, 40 estaven estudiant i 51 estaven classificades com a «altres inactius».

### Ingressos
El 2009 a Autrêches hi havia 258 unitats fiscals que integraven 724 persones, la mediana anual d'ingressos fiscals per persona era de 17.536 €.

### Activitats econòmiques
Dels 15 establiments que hi havia el 2007, 1 era d'una empresa alimentària, 4 d'empreses de construcció, 5 d'empreses de comerç i reparació d'automòbils, 2 d'empreses de transport, 1 d'una empresa financera, 1 d'una empresa de serveis i 1 d'una entitat de l'administració pública.
Dels 5 establiments de servei als particulars que hi havia el 2009, 1 era una oficina de correu, 2 fusteries, 1 lampisteria i 1 electricista.
Dels 3 establiments comercials que hi havia el 2009, 1 era una botiga de menys de 120 m², 1 una fleca i 1 una peixateria.
L'any 2000 a Autrêches hi havia 5 explotacions agrícoles que ocupaven un total de 785 hectàrees.

## Equipaments sanitaris i escolars
L'únic equipament sanitari que hi havia el 2009 era un hospital de tractaments de mitja durada (seguiment i rehabilitació).
El 2009 hi havia una escola elemental.

## Poblacions més properes
El següent diagrama mostra les poblacions més properes.